# Pseudoptilinus fissicollis
Pseudoptilinus fissicollis là một loài bọ cánh cứng trong họ Ptinidae, loài duy nhất thuộc chi Pseudoptilinus.